# Etmopterus spinax
Il sagrì (Etmopterus spinax) conosciuto anche come sagrì nero (Regolamento (CE) N. 218/2009) (Decisione di Esecuzione (UE) 2016/1251) (Regolamento (UE) 2016/2285) o moretto o squalo lanterna ventre di velluto è un piccolo squalo abissale della famiglia Etmopteridae.

## Distribuzione e habitat
Questa specie è diffusa nel mar Mediterraneo occidentale, dove è abbastanza comune, e nell'Oceano Atlantico orientale tra l'Islanda e l'Africa tropicale.

Vive ad alte o altissime profondità, fino a 2000 metri ma è stato catturato anche a soli 70 metri.

## Descrizione
Questo squaletto si può facilmente riconoscere per l'aspetto generale, oltre che per il fatto di essere il più piccolo Squaliforme mediterraneo (raggiunge solo eccezionalmente i 50 cm). Le pinne dorsali sono entrambe armate di una spina velenosa, lunga e ben visibile, le pinne pettorali sono grandi, quasi quanto le pinne ventrali. La pinna anale è completamente assente. La pinna caudale porta un distinto lobo superiore. L'occhio è grande, verdastro, anche la bocca è grande. Le narici sono molto più vicine alla punta del muso che alla bocca. Su ventre e fianchi sono presenti numerosi fotofori, piccoli ma che producono una luce assai intensa.

Il colore è nero o scuro ma non uniforme, infatti è molto più scuro sul ventre e sui due lobi della pinna caudale.

## Alimentazione
Specie molto vorace. Si nutre soprattutto di pesci, crostacei e molluschi.

## Riproduzione
Si tratta di una specie vivipara, partorisce 15-20 piccoli in estate.

## Pesca
Si cattura con reti a strascico e palamiti ma non ha nessun valore dato che la carne non è commestibile.

## Galleria d'immagini

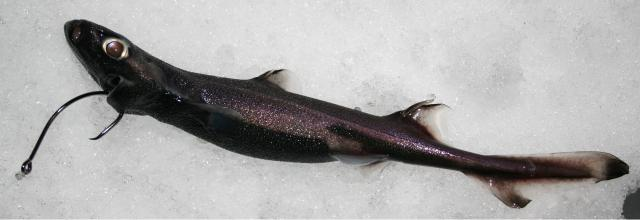
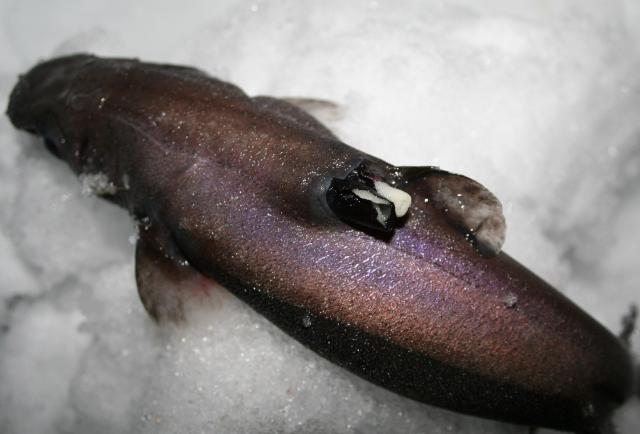